# Deportivo Español
Club Social, Deportivo y Cultural Español – argentyńskim klub piłkarski z siedzibą w Buenos Aires. Klub gra obecnie w trzeciej lidze argentyńskiej w Primera B Metropolitana. Barwy klubu - niebiesko-biało-czerwone.
Do 2003 roku nazwa klubu brzmiała Club Deportivo Español, a klub zwany często zwany był CDE.

## Osiągnięcia
- Mistrz Tercera de Ascenso: 1958
- Mistrz Primera C (trzecia liga): 1960, 1979
- Mistrz Nacional B (druga liga): 1984
- Trzecie miejsce w pierwszej lidze (Primera División): 1985/86, 1988/89, 1992 (Clausura)
- Udział w Copa CONMEBOL: 1992, 1993

## Historia
Klub założony został 12 października 1956 pod nazwą Club Deportivo Español. W roku 2003 klub zmienił nazwę na Club Social, Deportivo y Cultural Español, a w skrócie Social Español.

## Stadion
Klub rozgrywa swoje mecze domowe na stadionie Estadio España oddanym do użytku 12 października 1981 roku. Stadion może pomieścić 34500 widzów.